# یولیا هارتین
یولیا هارتین (آلمانی: Julia Harting؛ زادهٔ ۱ آوریل ۱۹۹۰) پرتاب‌گر دیسک اهل آلمان است.
وی در مسابقات کشوری و بین‌المللی در مجموع برندهٔ ۱ مدال نقره شده‌است.